# 比利亞努埃瓦 (桑坦德省)

比利亞努埃瓦（西班牙語：Villanueva），是哥倫比亞的城鎮，位於該國東北部桑坦德省，距離布卡拉曼加98公里，始建於1948年3月1日，面積48平方公里，海拔高度1,450米，2005年人口6,978，人口密度每平方公里141.83人。
6°40′27″N 73°10′40″W / 6.67417°N 73.1778°W